# And That
Albums de The D.O.T.
Diary
(2013)
And That est le premier album studio du duo britannique The D.O.T., fondé par Mike Skinner et Robert Harvey en 2011. Il est sorti le 22 octobre 2012.

## Le disque
L'album se compose de 11 pistes et un morceau en collaboration avec la chanteuse Clare Maguire et le rappeur Danny Brown.

## Track listing
| No  | Titre                                               | Durée |
| --- | --------------------------------------------------- | ----- |
| 1.  | And a Hero                                          | 3:19  |
| 2.  | You Never Asked (avec Clare Maguire et Danny Brown) | 3:45  |
| 3.  | Goes Off                                            | 2:54  |
| 4.  | Weapon of Choice                                    | 4:57  |
| 5.  | Shut Up and Keep Talking                            | 2:59  |
| 6.  | Like You Used To                                    | 2:27  |
| 7.  | What You Livin' For                                 | 3:35  |
| 8.  | Right Side of Madness                               | 4:11  |
| 9.  | Strong Skunk                                        | 3:06  |
| 10. | Colours That Don't Exist                            | 3:15  |
| 11. | Where Did I Go                                      | 2:46  |

### L’artwork
La pochette de l'album est un fond rouge, totalement uniforme et sans aucun autre signe apparent.